# Малинский ручей
Ма́линский ручей — малая река в районе Крюково города Зеленограда, левый приток Горетовки. Своё название получил от дачного посёлка Малино.
Длина реки составляет три километра, из которых открытое русло сохранилось на протяжении нижних 2,7 км. Верховья убраны в подземный коллектор. Исток расположен между Малинским Болотом и Ленинградским направлением
Московской железной дороги. Водоток проходит на юго-восток, пересекает железную дорогу и движется в южном направлении вдоль Школьной улицы. Река протекает через дачный посёлок Малино, по восточной окраине Зеленограда. К западу от Зеленоградского северного кладбища пересекает Середниковскую улицу. Впадает в Горетовку в 120 метрах к юго-западу от деревни Рожки. В водоток стекаются городские стоки, благодаря чему он остаётся полноводным. Также на реке расположен каскад из восьми прудов, который способствует очищению воды Малинского ручья.